# Neymar
Neymar da Silva Santos Júnior (Mogi das Cruzes, 1992. február 5. –) olimpiai bajnok és Bajnokok ligája-győztes brazil labdarúgó, a Santos játékosa. A brazil válogatott támadója. 2017 augusztusa óta a futballtörténelem eddigi legdrágább igazolása. Neymar három különböző klubban legalább 100 gólt szerzett, ezzel egyike annak a három játékosnak, aki ezt elérte. Ezek mellett minden idők legdrágább játékosa, három átigazolására csapatai összesen 326,4 millió fontot (380 millió eurót) költöttek.

## Pályafutása

### Santos FC
Neymart 2003-ban szerződtette a Santos, öt évvel később, 2008. március 7-én 16 évesen debütált az Oeste elleni 2–1-es siker során. A következő héten is lehetőséget kapott a Mogi Mirim ellen. Első gólját a Paulista-bajnokság elődöntőjében szerezte a Palmeiras ellen április 11-én, az ő góljával győztek az Estádio Vila Belmiro stadionban. A döntőben azonban összesítésben 4–2-re kikaptak a Corinthianstól.
2010. április 15-én Neymar öt gólt szerzett a Guarani elleni 8–1-es győzelem alkalmával a brazil kupa nyolcaddöntőjében. A 2010-es Paulista-bajnokságban Neymar 14 gólt lőtt 19 mérkőzésen, és végül ők lettek a bajnokok. Neymar kapta a legjobb játékosnak járó díjat.

### FC Barcelona
Neymart 2013-ban szerződtette az FC Barcelona 5 évre 86 millió euróért. Utolsó szereplése a Santosban a Flamengo elleni mérkőzésen volt.
2010 júniusában a Santos visszautasította az angol West Ham United 12 millió fontos ajánlatát Neymarért. Neymart szintén szóba hozták akkor több európai nagy csapattal is: Manchester United, Feyenoord, Internazionale, Real Madrid, Chelsea Juventus.
A 2014–15-ös szezonban a klubbal egészen a Bajnokok Ligája döntőéig menetelt, ahol az olasz Juventust 3–1-re legyőzték, a brazil klasszis pedig a ráadásban szerezte meg az utolsó találatot.
2017. augusztus 3-án felbontotta szerződését a klubbal.

### Paris Saint-Germain
A barcelonai szerződésbontás napján, 2017. augusztus 3-án bejelentették, hogy Neymar öt évre aláírt a francia Paris Saint-Germainhez új világrekordot jelentő 222 millió euróért.
Augusztus 13-án volt bemutatkozó mérkőzése a Guingamp ellen, amelyen 3–0-ra nyertek, Neymar gólpasszt adott és gólt is szerzett.

### El-Hilál
2023. augusztus 15-én a szaúdi élvonalban szereplő el-Hilál igazolta le. Neymar két évre szóló szerződést írt alá új klubjával, amely 90 millió eurót fizettett érte a PSG-nek. Ezzel ő lett a szaúdi élvonal történetének legdrágább játékosa, éves fizetése pedig elérte a 150 millió eurót, amely a Párizsban kapott fizetésének a hatszorosa volt. Átigazolását sokan honfitársa, Rivellino 1978-as szaúdi szerződéséhez hasonlították, lévén a világbajnok középpályás szintén az el-Hilál labdarúgója lett abban az évben.
Neymart többen kritizálták a nemzetközi sportsajtótól, mondván elhagyta az európai futball színpadát, és egyértelműen a pénzt választotta a szakmai indokok mellett. Úgy is nevezték, a „herceg, akiből soha nem lett király”, hivatkozva arra, hogy anélkül hagyta el Európát, hogy sohasem nyerte meg az Aranylabdát. Neymar egy nyilatkozatában úgy felelt, nem lepődne meg, ha a szaúdi liga rövid időn belül erősebb lenne sok európai bajnokságnál, így például a francia ligánál, és indokként megemlítette Cristiano Ronaldo, valamint Karim Benzema Szaúd-Arábiába való igazolását is.

### Santos FC
2025 januárjában a szaúdi klub felbontotta szer-ződését, Neymar pedig visszatért a Santoshoz.

### A válogatottban
Neymar játszott hazája U17-es csapatában a 2009-es U17-es labdarúgó-világbajnokságon, egy gólt szerzett Japán ellen. Azon brazil labdarúgók közé tartozott, akiket Pelé és Romário szívesen látott volna Dunga keretében a 2010-es labdarúgó-világbajnokságon. Az országban az volt az elterjedt vélemény, hogy Neymar megérdemelné, hogy helyet kapjon Dunga csapatában, a szurkolók aláírásgyűjtésbe kezdtek, ezt végül 14 000-en írták alá, Dunga a hatalmas nyomás ellenére sem választotta be Neymart a 23 fős keretbe.
Bár azt Dunga is elismerte, hogy Neymar rendkívül tehetséges, viszont állítása szerint Neymar még nem rendelkezik elég nemzetközi tapasztalattal. 2010. július 26-án a brazilok új szövetségi kapitánya, Mano Menezes behívta megfiatalított csapatába, augusztus 10-én kezdőként szerepelt az USA elleni barátságos mérkőzésen a 11-es számú mezben. Debütálása után a 28. percben fejjel szerzett vezetést André Santos szöglete után, a mérkőzést 2-0-ra nyerték.

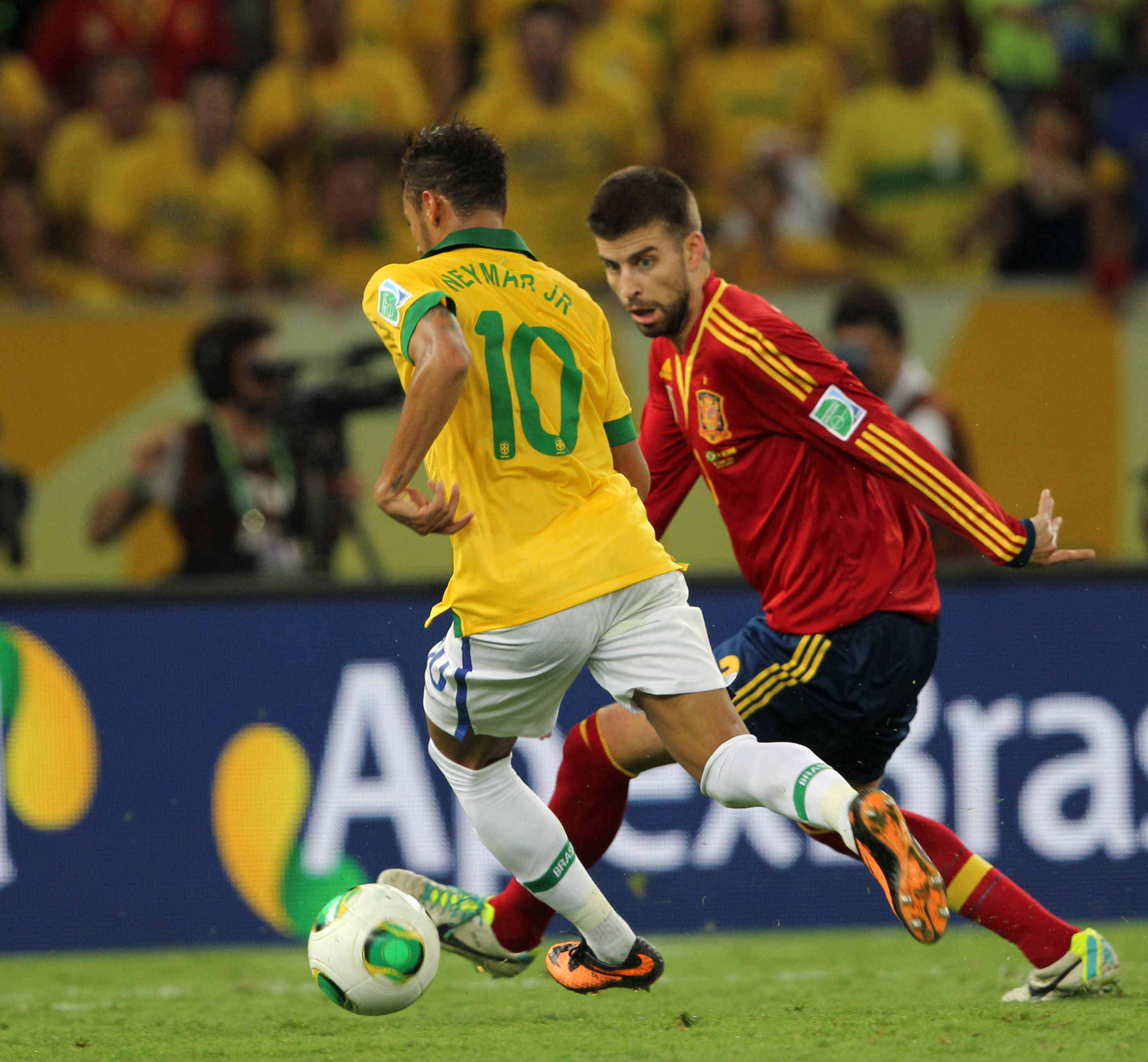
Neymar a spanyolok ellen a Konföderációs Kupa döntőjén.

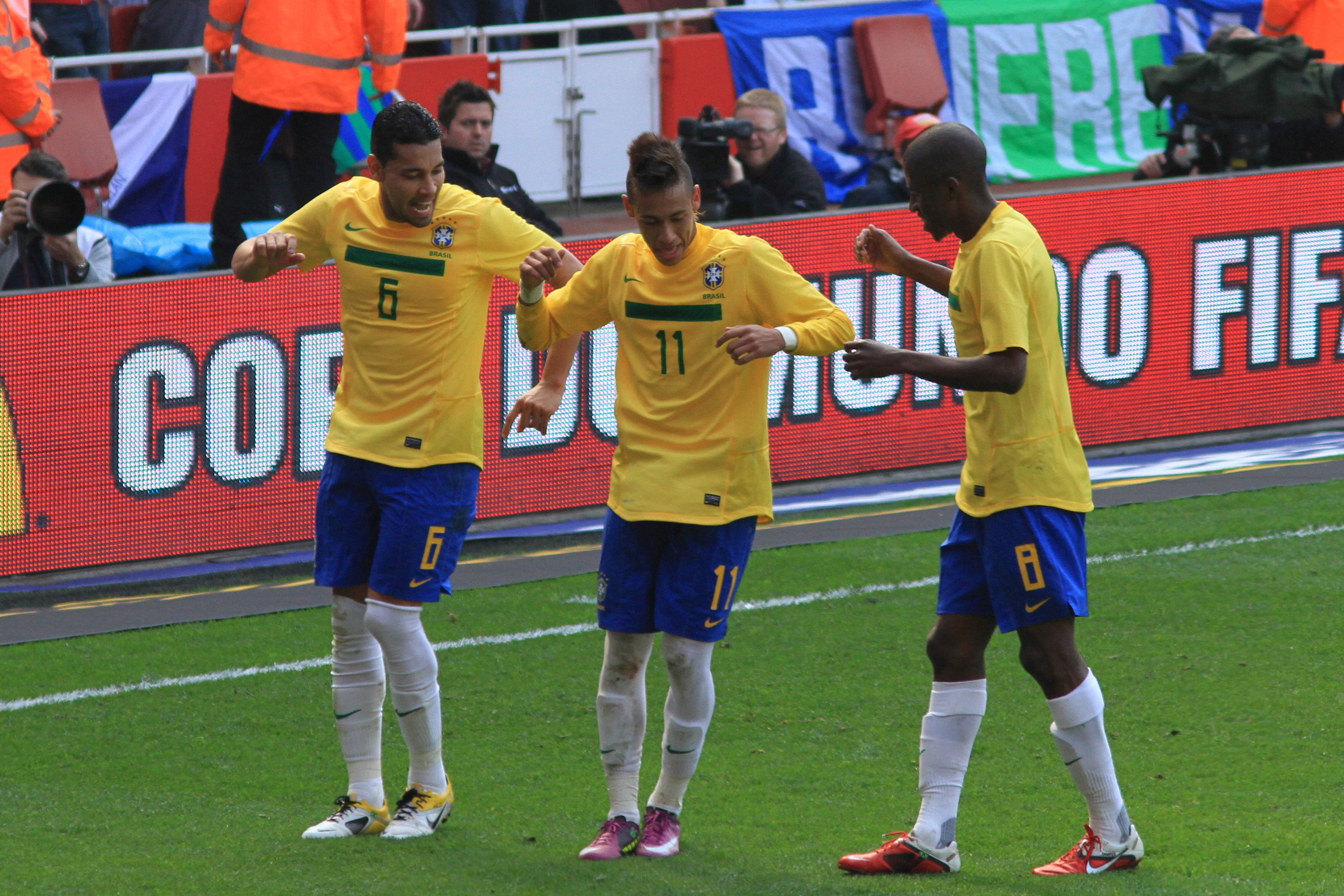
Neymar ünnepel a skótoknak lőtt gólja után André Santossal és Ramiressel 2011. március 27-én

2011. március 27-én Skócia ellen kétszer volt eredményes az Emirates Stadionban. A mérkőzésen a szurkolók egy banánt dobtak felé, akik Neymar szerint rasszista skótok lehettek. Később egy német diák elismerte, hogy ő dobta a banánt. A skót labdarúgó-szövetség kérte a brazilt, hogy kérjenek bocsánatot a skót drukkerektől.

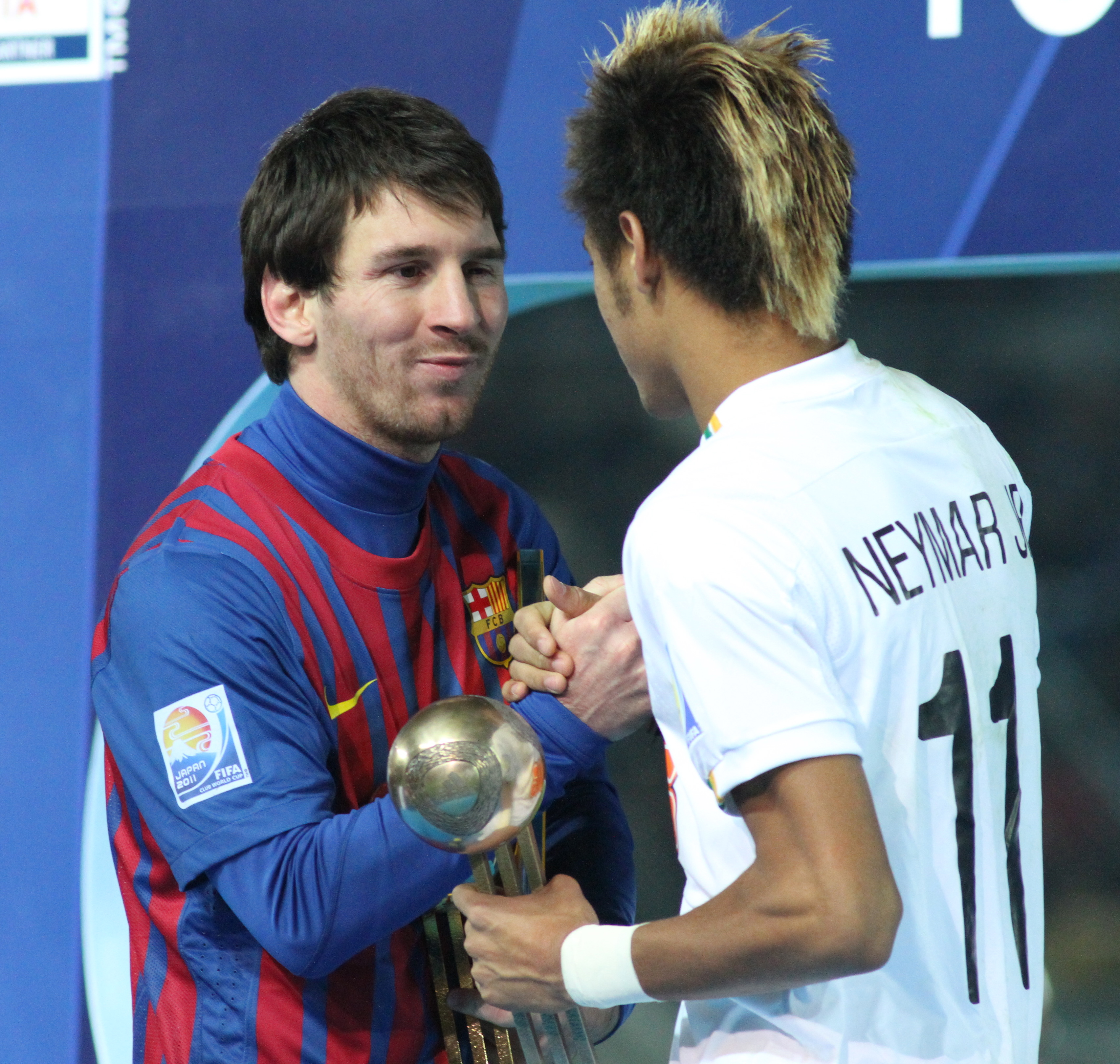
Messi és Neymar Jokohamában a klubvilágbajnokság döntőjében 2011. december 18-án.

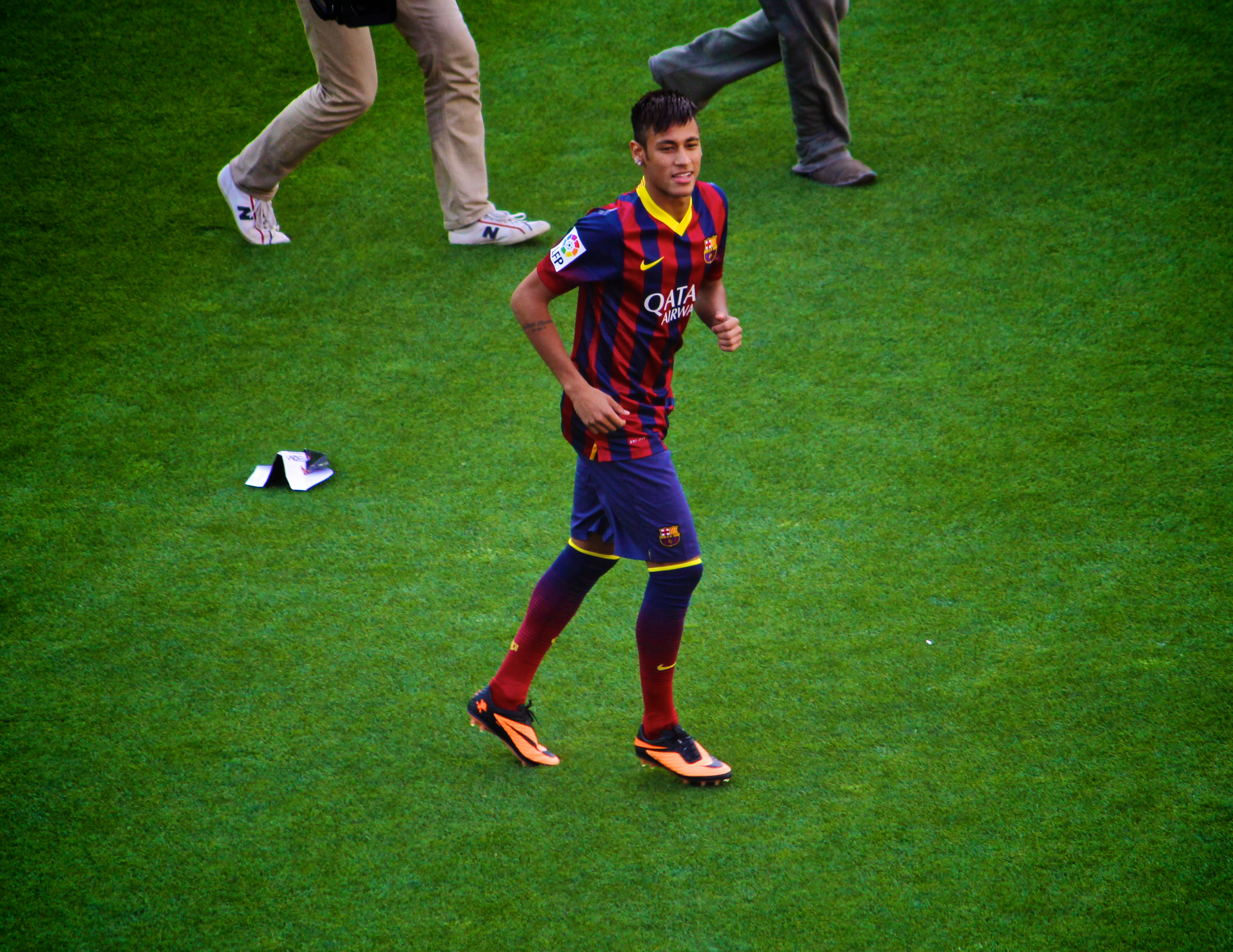
Neymar az FC Barcelona mezében.

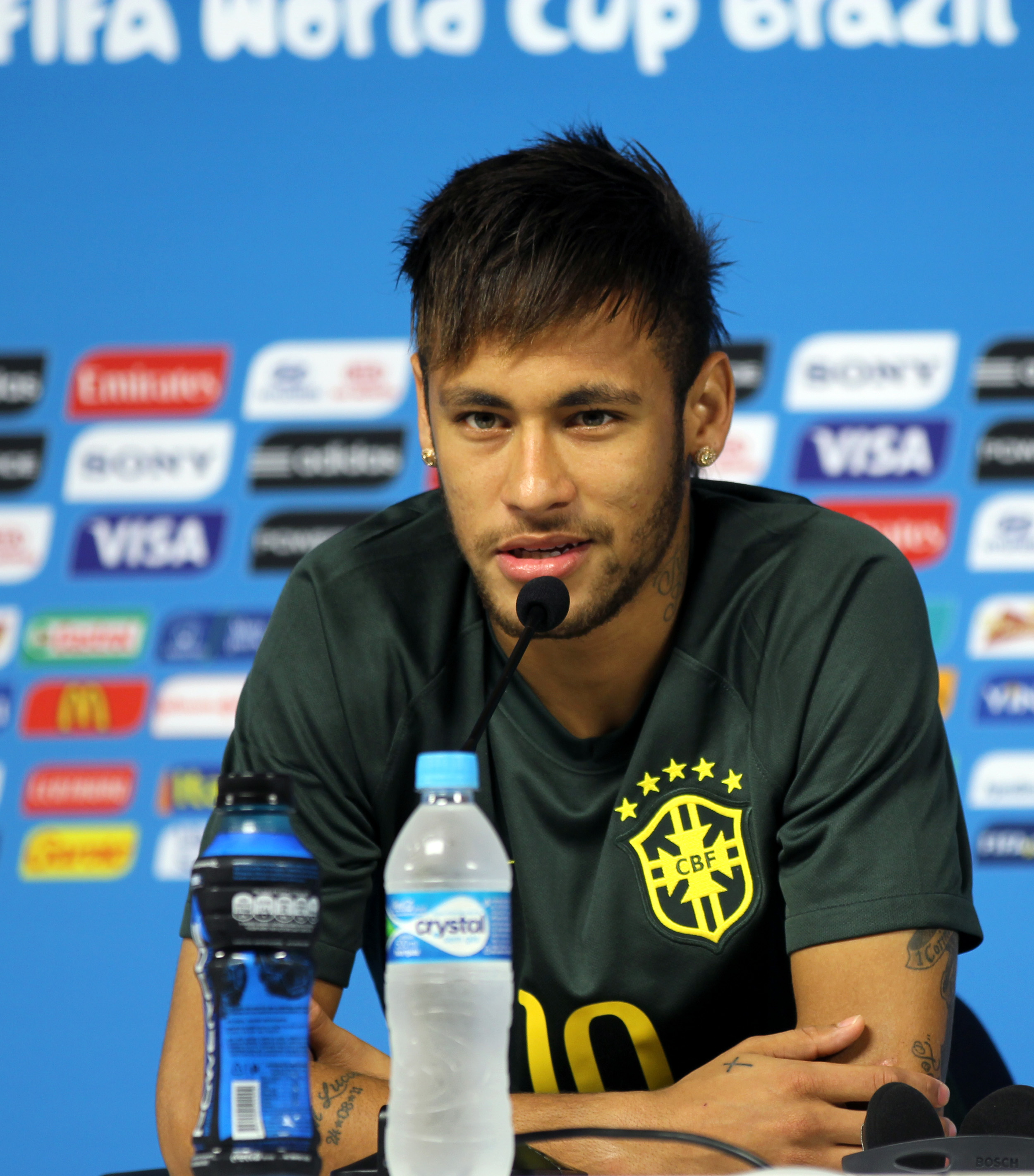
Neymar a Horvátország elleni világbajnoki mérkőzés előtti sajtótájékoztatón.

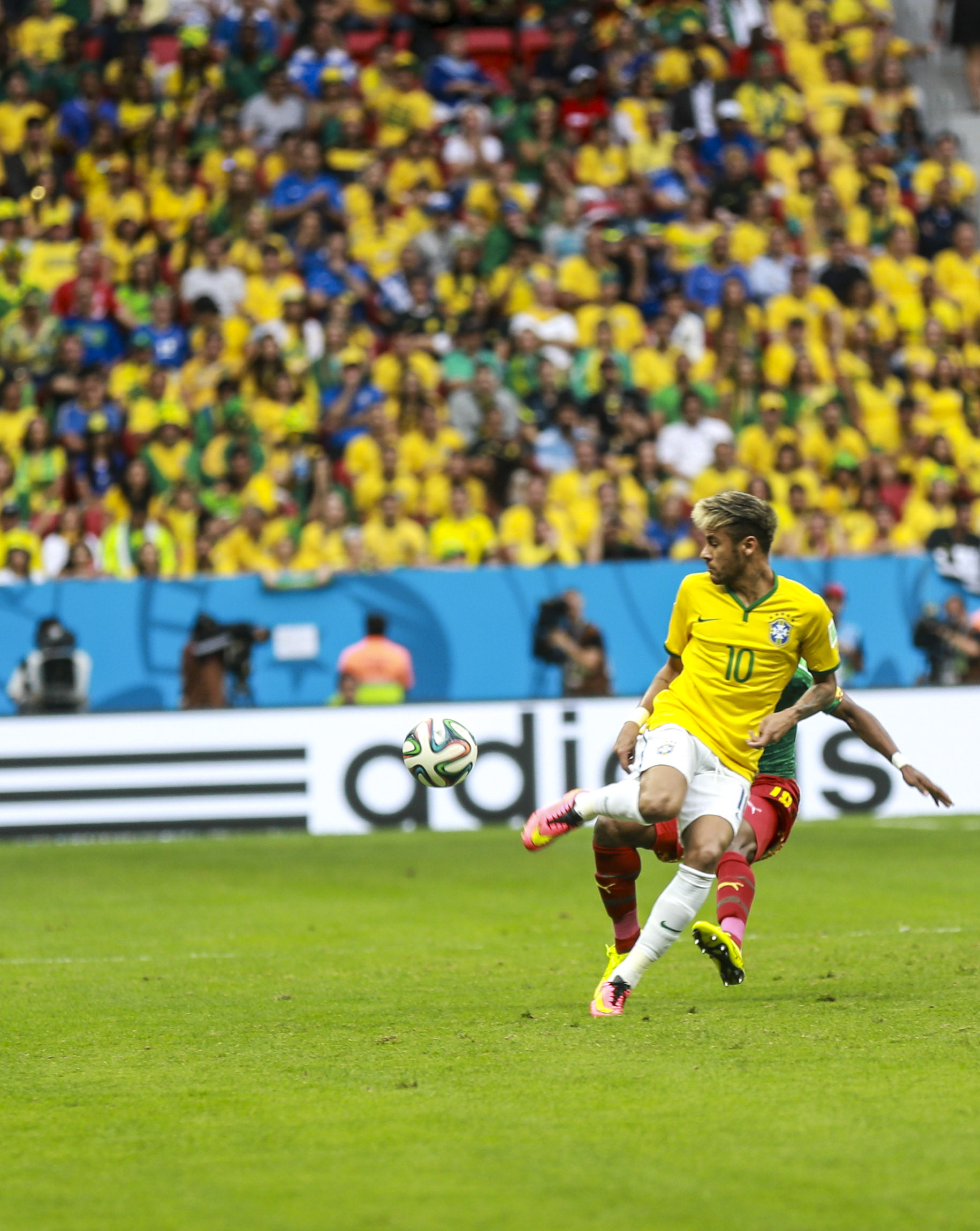
Neymar a 2014-es labdarúgó-világbajnokságon Kamerun ellen.

## Statisztika

### Klubokban
2022. Augusztus 20-án frissítve.
| Klub                | Szezon           | Liga             | Liga  | Liga | Kupa  | Kupa | Állami bajnokság | Állami bajnokság | Nemzetközi | Nemzetközi | Egyéb | Egyéb | Összesen | Összesen |
| Klub                | Szezon           | Bajnokság        | Mérk. | Gól  | Mérk. | Gól  | Mérk.            | Gól              | Mérk.      | Gól        | Mérk. | Gól   | Mérk.    | Gól      |
| ------------------- | ---------------- | ---------------- | ----- | ---- | ----- | ---- | ---------------- | ---------------- | ---------- | ---------- | ----- | ----- | -------- | -------- |
| Santos              | 2009             | Série A          | 32    | 10   | 3     | 1    | 11               | 3                | —          | —          | —     | —     | 46       | 14       |
| Santos              | 2010             | Série A          | 31    | 17   | 8     | 11   | 19               | 14               | 2          | 0          | —     | —     | 60       | 42       |
| Santos              | 2011             | Série A          | 21    | 13   | —     | —    | 11               | 4                | 13         | 6          | 2     | 1     | 47       | 24       |
| Santos              | 2012             | Série A          | 17    | 14   | —     | —    | 16               | 20               | 12         | 1          | 2     | 1     | 47       | 43       |
| Santos              | 2013             | Série A          | 1     | 0    | 4     | 1    | 18               | 12               | —          | —          | —     | —     | 23       | 13       |
| Santos              | Összesen         | Összesen         | 102   | 54   | 15    | 13   | 75               | 53               | 27         | 14         | 4     | 2     | 223      | 136      |
| Barcelona           | 2013–14          | La Liga          | 26    | 9    | 3     | 1    | —                | —                | 10         | 4          | 2     | 1     | 41       | 15       |
| Barcelona           | 2014–15          | La Liga          | 33    | 22   | 6     | 7    | —                | —                | 12         | 10         | —     | —     | 51       | 39       |
| Barcelona           | 2015–16          | La Liga          | 34    | 24   | 5     | 4    | —                | —                | 9          | 3          | 1     | 0     | 49       | 31       |
| Barcelona           | 2016–17          | La Liga          | 30    | 13   | 6     | 3    | —                | —                | 9          | 4          | 0     | 0     | 45       | 20       |
| Barcelona           | Összesen         | Összesen         | 123   | 68   | 20    | 15   | —                | —                | 40         | 21         | 3     | 1     | 186      | 105      |
| Paris Saint-Germain | 2017–18          | Ligue 1          | 20    | 19   | 1     | 2    | —                | —                | 7          | 6          | 2     | 1     | 30       | 28       |
| Paris Saint-Germain | 2018–19          | Ligue 1          | 17    | 15   | 3     | 2    | —                | —                | 6          | 5          | 2     | 1     | 28       | 23       |
| Paris Saint-Germain | 2019–20          | Ligue 1          | 15    | 13   | 2     | 2    | —                | —                | 4          | 3          | 3     | 1     | 24       | 19       |
| Paris Saint-Germain | Összesen         | Összesen         | 52    | 47   | 6     | 6    | —                | —                | 17         | 14         | 7     | 3     | 80       | 69       |
| Karrier összesen    | Karrier összesen | Karrier összesen | 277   | 169  | 41    | 34   | 75               | 53               | 84         | 49         | 14    | 6     | 492      | 349      |

1. ↑  Magában foglalja a Brazil kupa, a Spanyol kupa és a Francia kupa mérkőzéseket
2. ↑  Magában foglalja a Copa Sudamericana, a Copa Libertadores és a Bajnokok Ligája mérkőzéseket
3. ↑  Magában foglalja a Klubvilágbajnokság, a Recopa Sudamericana, a Spanyol szuperkupa, a Francia szuperkupa és a Francia ligakupa mérkőzéseket

### A válogatottban
2019. október 13-án frissítve
| Nemzet   | Év       | Verseny | Verseny | Barátságos | Barátságos | Összesen | Összesen |
| Nemzet   | Év       | Mérk.   | Gól     | Mérk.      | Gól        | Mérk.    | Gól      |
| -------- | -------- | ------- | ------- | ---------- | ---------- | -------- | -------- |
| Brazília | 2010     | 0       | 0       | 2          | 1          | 2        | 1        |
| Brazília | 2011     | 4       | 2       | 9          | 5          | 13       | 7        |
| Brazília | 2012     | 0       | 0       | 12         | 9          | 12       | 9        |
| Brazília | 2013     | 5       | 4       | 14         | 6          | 19       | 10       |
| Brazília | 2014     | 5       | 4       | 9          | 11         | 14       | 15       |
| Brazília | 2015     | 4       | 1       | 5          | 3          | 9        | 4        |
| Brazília | 2016     | 6       | 4       | 0          | 0          | 6        | 4        |
| Brazília | 2017     | 6       | 2       | 2          | 1          | 8        | 3        |
| Brazília | 2018     | 5       | 2       | 8          | 5          | 13       | 7        |
| Brazília | 2019     | 0       | 0       | 5          | 1          | 5        | 1        |
| Összesen | Összesen | 35      | 19      | 66         | 42         | 101      | 74       |

#### Góljai a válogatottban
| Gól | Dátum                | Helyszín                                              | Ellenfél                  | Gól | Végeredmény | Kiírás                            |
| --- | -------------------- | ----------------------------------------------------- | ------------------------- | --- | ----------- | --------------------------------- |
| 1.  | 2010. augusztus 10.  | New Meadowlands Stadion, New Jersey, Egyesült Államok | Egyesült Államok          | 1–0 | 2–0         | Barátságos mérkőzés               |
| 2.  | 2011. március 27.    | Emirates Stadion, London, Anglia                      | Skócia                    | 1–0 | 2–0         | Barátságos mérkőzés               |
| 3.  | 2011. március 27.    | Emirates Stadion, London, Anglia                      | Skócia                    | 2–0 | 2–0         | Barátságos mérkőzés               |
| 4   | 2011. július 14.     | Estadio Olímpico Chateau carreras, Córdoba, Argentína | Ecuador                   | 2–1 | 4-2         | 2011-es Copa América              |
| 5.  | 2011. július 14.     | Estadio Olímpico Chateau carreras, Córdoba, Argentína | Ecuador                   | 4–2 | 4-2         | 2011-es Copa América              |
| 6.  | 2011. augusztus 10.  | Stuttgart, Németország                                | Németország               | 2–3 | 2–3         | Barátságos mérkőzés               |
| 7.  | 2011. szeptember 28. | Belém, Brazília                                       | Argentína                 | 2–0 | 2–0         | 2011 Superclásico de las Américas |
| 8.  | 2011. október 8.     | San José, Costa Rica                                  | Costa Rica                | 1–0 | 1–0         | Barátságos mérkőzés               |
| 9.  | 2012. május 30.      | Landover, Amerikai Egyesült Államok                   | Egyesült Államok          | 1–0 | 4–1         | Barátságos mérkőzés               |
| 10. | 2012. szeptember 10. | Recife, Brazília                                      | Kína                      | 2–0 | 8–0         | Barátságos mérkőzés               |
| 11. | 2012. szeptember 10. | Recife, Brazília                                      | Kína                      | 5–0 | 8–0         | Barátságos mérkőzés               |
| 12. | 2012. szeptember 10. | Recife, Brazília                                      | Kína                      | 6–0 | 8–0         | Barátságos mérkőzés               |
| 13. | 2012. szeptember 19. | Goiânia, Brazília                                     | Argentína                 | 2–1 | 2–1         | 2012 Superclásico de las Américas |
| 14  | 2012. október 11.    | Malmö, Svédország                                     | Irak                      | 5–0 | 6–0         | Barátságos mérkőzés               |
| 15. | 2012. október 16.    | Wrocław, Lengyelország                                | Japán                     | 2–0 | 4–0         | Barátságos mérkőzés               |
| 16. | 2012. október 16.    | Wrocław, Lengyelország                                | Japán                     | 3–0 | 4–0         | Barátságos mérkőzés               |
| 17  | 2012. november 15.   | New Jersey, Amerikai Egyesült Államok                 | Kolumbia                  | 1–1 | 1–1         | Barátságos mérkőzés               |
| 18. | 2013. április 6.     | Santa Cruz, Bolívia                                   | Bolívia                   | 2–0 | 4–0         | Barátságos mérkőzés               |
| 19. | 2013. április 6.     | Santa Cruz, Bolívia                                   | Bolívia                   | 4–0 | 4–0         | Barátságos mérkőzés               |
| 20. | 2013. április 24.    | Belo Horizonte, Brazília                              | Chile                     | 2–1 | 4–2         | Barátságos mérkőzés               |
| 21. | 2013. június 15.     | Brazíliaváros, Brazília                               | Japán                     | 1–0 | 3–0         | 2013-as konföderációs kupa        |
| 22. | 2013. június 19.     | Fortaleza, Brazília                                   | Mexikó                    | 1–0 | 2–0         | 2013-as konföderációs kupa        |
| 23. | 2013. június 22.     | Salvador, Brazília                                    | Olaszország               | 2–1 | 4–2         | 2013-as konföderációs kupa        |
| 24. | 2013. június 30.     | Rio de Janeiro, Brazília                              | Spanyolország             | 2–0 | 3–0         | 2013-as konföderációs kupa        |
| 25. | 2013. szeptember 7.  | Brazíliaváros, Brazília                               | Ausztrália                | 3–0 | 6–0         | Barátságos mérkőzés               |
| 26. | 2013. szeptember 10. | Foxborough, Egyesült Államok                          | Portugália                | 2–1 | 3–1         | Barátságos mérkőzés               |
| 27. | 2013. október 12.    | Szöul, Dél-Korea                                      | Dél-Korea                 | 1–0 | 2–0         | Barátságos mérkőzés               |
| 28. | 2014. március 5.     | Johannesburg, Dél-Afrika                              | Dél-afrikai Köztársaság   | 2–0 | 5–0         | Barátságos mérkőzés               |
| 29. | 2014. március 5.     | Johannesburg, Dél-Afrika                              | Dél-afrikai Köztársaság   | 3–0 | 5–0         | Barátságos mérkőzés               |
| 30. | 2014. március 5.     | Johannesburg, Dél-Afrika                              | Dél-afrikai Köztársaság   | 5–0 | 5–0         | Barátságos mérkőzés               |
| 31. | 2014. június 3.      | Goiânia, Brazília                                     | Panama                    | 1–0 | 4–0         | Barátságos mérkőzés               |
| 32. | 2014. június 12.     | São Paulo, Brazília                                   | Horvátország              | 1–1 | 3–1         | 2014-es labdarúgó-világbajnokság  |
| 33. | 2014. június 12.     | São Paulo, Brazília                                   | Horvátország              | 2–1 | 3–1         | 2014-es labdarúgó-világbajnokság  |
| 34. | 2014. június 23.     | Brazíliaváros, Brazília                               | Kamerun                   | 1–0 | 4–1         | 2014-es labdarúgó-világbajnokság  |
| 35. | 2014. június 23.     | Brazíliaváros, Brazília                               | Kamerun                   | 2–1 | 4–1         | 2014-es labdarúgó-világbajnokság  |
| 36. | 2014. szeptember 5.  | Miami Gardens, Egyesült Államok                       | Kolumbia                  | 1–0 | 1–0         | Barátságos mérkőzés               |
| 37. | 2014. október 14.    | Kallang, Szingapúr                                    | Japán                     | 1–0 | 4–0         | Barátságos mérkőzés               |
| 38. | 2014. október 14.    | Kallang, Szingapúr                                    | Japán                     | 2–0 | 4–0         | Barátságos mérkőzés               |
| 39. | 2014. október 14.    | Kallang, Szingapúr                                    | Japán                     | 3–0 | 4–0         | Barátságos mérkőzés               |
| 40. | 2014. október 14.    | Kallang, Szingapúr                                    | Japán                     | 4–0 | 4–0         | Barátságos mérkőzés               |
| 41. | 2014. november 12.   | Isztambul, Törökország                                | Törökország               | 1–0 | 4–0         | Barátságos mérkőzés               |
| 42. | 2014. november 12.   | Isztambul, Törökország                                | Törökország               | 4–0 | 4–0         | Barátságos mérkőzés               |
| 43. | 2015. március 26.    | Saint-Denis, Franciaország                            | Franciaország             | 2–1 | 3–1         | Barátságos mérkőzés               |
| 44. | 2015. június 14.     | Temuco, Chile                                         | Peru                      | 1–1 | 2–1         | 2015-ös Copa América              |
| 45. | 2015. szeptember 8.  | Foxborough, Egyesült Államok                          | Amerikai Egyesült Államok | 2–0 | 4–0         | Barátságos mérkőzés               |
| 46. | 2015. szeptember 8.  | Foxborough, Egyesült Államok                          | Amerikai Egyesült Államok | 4–0 | 4–0         | Barátságos mérkőzés               |

## Sikerei, díjai

### Klubokban
Santos
- Brazil kupa: 2010
- Campeonato Paulista: 2010, 2011, 2012
- Copa Libertadores: 2011

 Barcelona
- Spanyol bajnok: 2014–15, 2015–16
- Spanyol kupa: 2014–15, 2015–16, 2016–17
- Spanyol szuperkupa: 2013
- UEFA-bajnokok ligája: 2014–15
- FIFA-klubvilágbajnokság: 2015

 Paris Saint-Germain
- Francia bajnok: 2017–18, 2018–19, 2019–20
- Francia kupa: 2017–18, 2019–20
- Francia ligakupa: 2017–18, 2019–20
- Francia szuperkupa: 2018

### A válogatottban
Brazília
- Dél-amerikai U20-as labdarúgó-bajnokság: 2011
- Konföderációs kupa: 2013
- Olimpiai bajnok: 2016

### Egyéni díjai
- Legjobb fiatal játékos a Campeonato Paulista bajnokságban: 2009
- Legjobb támadó a Campeonato Paulista bajnokságban: 2010 és 2011
- Legjobb játékos a Campeonato Paulista bajnokságban: 2010 és 2011
- Prêmio Craque do Brasileirão az év csapat: 2010
- Prêmio Prêmio Arthur Friedenreich: 2010
- Ezüst labda (Brazília): 2010 – A legjobb támadó Campeonato Paulista bajnokságban a Placar magazin szerint
- Aranylabda (Brazília): 2010 – A legtöbb gól Brazíliában
- Brazil labdarúgókupa legjobb góllövője: 2010
- Dél-amerikai U20-as labdarúgó-bajnokság legjobb góllövője: 2011
- Az év brazil labdarúgója: 2011[46]
- Puskás-díj: 2011[47]
- Világbajnoki bronzcipő: 2014